# Zankyou no Terror
Zankyou no Terror (яп. 残響のテロル дзанкё: но тэрору, англ. Terror in Resonance, оф. яп.Terror in Tokyo) — одиннадцатисерийный аниме-сериал, созданный студией MAPPA. Над сериалом работал режиссёр Синъитиро Ватанабэ, дизайнер персонажей Кадзуто Накадзава и композитор Ёко Канно. Премьера состоялась 10 июля 2014 года на канале Fuji TV.

## Сюжет
Действие происходит в альтернативном настоящем времени в Токио. В обычный летний день происходит теракт, а единственной зацепкой к этому делу является видео из интернета, в котором два подростка рассказывают о «погружении Токио во тьму». Полиция мгновенно начинает расследование, однако вычислить адрес автора не удалось: преступники используют анонимную сеть Tor и продолжают загружать ролики, в которых зашифровывают подсказки по местонахождению или обезвреживанию следующей бомбы в «загадках» или видеоряде. Сотрудник департамента столичной полиции, бывший детектив Сибадзаки, отвечающий за террористические акты, старается разгадать их загадки и узнать мотивы преступников, чтобы покончить с серией терактов. Двое таинственных подростков, называющих себя «Сфинксы» (яп. スピンクス супинкусу) (в честь мифического существа, любящего задавать загадки), ввели в замешательство не только полицию, но и жителей Токио, а их личности по-прежнему остаются тайной.
Но не навсегда...

## Персонажи
Девятый (яп. ナイン Найн) — скрытный и спокойный парень, ученик старшей школы, один из создателей «Сфинкса». В школе представился под именем Арата Коконоэ (яп. 九重 新 Коконоэ Арата) (иероглиф «九» в фамилии означает «9»). Хорошо владеет программированием, обладает острой интуицией и ярким умом. Зачастую именно он продумывает план террористической операции. Так как он, Двенадцатый и Пятая были сиротами-подопытными, они все имели короткий срок жизни, вызванный влиянием препарата, случайно открытого фармацевтической компанией и использованного в целях воспроизведения синдрома Саванта. 
Сэйю: Кайто Исикава
Двенадцатый (яп. ツエルブ Цуэрубу) — весёлый беззаботный парень, нередко ведёт себя как расшалившийся ребёнок, также один из создателей «Сфинкса». Ходит в школу вместе с Девятым, проводит в его компании большую часть времени, из-за чего кажется, что он его брат. В школе известен как Тодзи Хисами (яп. 久見 冬二 Хисами То:дзи) (иероглифы числа 12 можно прочесть как «тодзи»). Специалист по вождению различных транспортных средств, таких, как машина, мотоцикл или снегоход. Обладает синестезией, «цветным слухом». 
Сэйю: Сома Сайто
Риса Мисима (яп. 三島 リサ Мисима Риса) — девушка, которая учится в той же школе, что и Девятый с Двенадцатым. Имеет проблемы в семье, над ней издеваются в школе. После встречи с Двенадцатым её жизнь начинает меняться. Во время теракта Риса находилась в здании, но Девятый и Двенадцатый помогли ей выбраться, взамен она была обязана стать их сторонником и не рассказывать никому об их планах. Риса соглашается на такое, однако Двенадцатый напоминает ей, что она всего лишь сообщница, но не одна из них, если проговорится, то они убьют её. Сначала Двенадцатый принимает её за такую же подопытную, как и они, ведь в её имени есть цифра три (яп. 三 сан), а цифры вместо имён использовали в фармацевтической компании, но через некоторое время понимает, что ошибся. Очень привязана к Двенадцатому. Спустя год замечена рядом с могилой двадцати шести подопытных. При этом общалась с господином Сибадзаки.
Сэйю: Ацуми Танэдзаки
Кэндзиро Сибадзаки (яп. 柴崎 健次郎 Сибадзаки Кэндзиро:) — член департамента токийской полиции по вопросам террористических актов, который раньше работал детективом в следственном отделе. 15 лет назад был переведен в архивный отдел по делу самоубийства одного из политиков. Обладает хорошей интуицией и дедукцией, благодаря которой расшифровывает некоторые факты из загадок в видео, старается раскрыть это дело. Назван «Эдипом». Узнаёт, что Девятый и Двенадцатый собирались сдаться. Способствовал отказу от мести Девятого за Двенадцатого, убитого американскими военными. Спустя год со дня кончины Двенадцатого встречается с Рисой.
Сэйю: Сюнсукэ Сакуя
Пятая (яп. ハイヴ Хайву) — агент американского ведомства ФБР, которая прибывает в Японию, чтобы оказать поддержку в расследовании дела о серии террористических актов в Токио. Мастерский хакер, которой удалось взломать ноутбук Девятого. Выросла в том же учреждении (поселение для подопытных), что и Девятый с Двенадцатым. Влюблена в Девятого. Во время погони за Девятым перед конференцией настигает его и признаётся, что все это время жила только ради одного — момента встречи с ним. Сильно болеет, поэтому просит Девятого жить и ради неё, и за неё, после чего кончает жизнь самоубийством.
Сэйю: Мэгуми Хан

## Список эпизодов
| №  | Название                              | Дата оригинального показа |
| -- | ------------------------------------- | ------------------------- |
| 01 | Падение «Falling»                     | 10.07.2014                |
| 02 | Вызов и последствия «Call & Response» | 17.07.2014                |
| 03 | Найти и уничтожить «Search & Destroy» | 24.07.2014                |
| 04 | Прорыв «Break Through»                | 31.07.2014                |
| 05 | Прятки «Hide & Seek»                  | 07.08.2014                |
| 06 | Готов или нет «Ready or Not»          | 14.08.2014                |
| 07 | Равный счёт «Deuce»                   | 21.08.2014                |
| 08 | Моя прекрасная леди «My Fair Lady»    | 04.09.2014                |
| 09 | Взлёты и падения «Highs & Lows»       | 11.09.2014                |
| 10 | Суматоха «Helter Skelter»             | 18.09.2014                |
| 11 | VON «VON»                             | 25.09.2014                |

## Музыка
Открывающая тема
- «Trigger»

Исполняет: Юки Одзаки, участник группы Galileo Galilei
Закрывающая тема
- «Dareka, umi wo» (яп. 誰か、海を。」)

Исполняет: Aimer
Слова: Итико Аоба